# Jenny Maria Schaub
Jenny Maria Schaub, född 29 januari 1961, är en svensk abbedissa. Som Moder Maria förestår hon Sankta Birgittas kloster Pax Mariæ i Vadstena i Sverige. Hon efterträdde Moder Karin år 2016. Klostret tillhör den  katolska Ordo Sanctissimi Salvatoris ( Den heliga Frälsarens orden). Moder Maria är klostrets 23:e abbedissa i ordningen sedan ordens grundande på 1300-talet.
Moder Maria är uppvuxen i Stockholm. Hon är utbildad civilingenjör och arbetade som detta innan hon trädde in i klostret som 30-åring.
Innan sitt tillträde som abbedissa var Moder Maria  priorinna och hade varit syster i klostret i 25 år.